# Гай Атиний Лабеон (трибун 196 пр.н.е.)
Гай Атиний Лабеон (на латински: Gaius Atinius Labeo) е политик на Римската република през началото на 2 век пр.н.е.
Произлиза от плебейската фамилия Атинии, клон Лабеон. През 196 пр.н.е. той е народен трибун заедно с Гай Лициний Лукул, Квинт Марций Рала и Гай Афраний Стелион. Консули по това време са Луций Фурий Пурпурион и Марк Клавдий Марцел. Атиний Лабеон и Квинт Марций Рала не приемат плана на консула Марк Клавдий Марцел да продължи Македонските войни и свикват всенародно гласуване, което решава окончателното свършване на войната против Филип V Македонски.
През 195 пр.н.е. Лабеон става претор. Вероятно е автор на закона lex Atinia de usucapione.
Лабеон трябва да се различава от Гай Атиний Лабеон (претор 190 пр.н.е. в Сицилия) и Гай Атиний Лабеон (претор 188 пр.н.е. в Далечна Испания).